# Alessandro Di Nunzio
Alessandro Di Nunzio, né le 21 avril 2007 à Rome en Italie, est un footballeur italien, qui évolue au poste de milieu central à l'AS Rome.

## Biographie

### En club
Né Rome en Italie, Alessandro Di Nunzio est formé par l'AS Rome. Avec l'équipe des moins de 17 ans du club, il remporte notamment le championnat lors de la saison 2022-2023. Il signe son premier contrat professionnel le 19 septembre 2023.

### En équipe nationale
Alessandro Di Nunzio est sélectionné avec l'équipe d'Italie des moins de 17 ans pour participer au championnat d'Europe des moins de 17 ans en 2024. Son équipe atteint la finale de la compétition après avoir battu le Danemark en demi-finale (0-1 score final),,.

## Palmarès
Italie -17 ans
- Finaliste du championnat d'Europe des moins de 17 ans
  - 2024.